# Jaskinia pod Świecami
Jaskinia pod Świecami – jaskinia na terenie Niecki Nidziańskiej. Wejście do niej znajduje się na północny zachód od wsi Podmaleniec (Niecka Połaniecka), w nieczynnym kamieniołomie, na wysokości 226 m n.p.m. Długość jaskini wynosi 106 metrów, a jej deniwelacja 7 metrów.

## Opis jaskini
Główną częścią jaskini jest obszerna sala, do której prowadzi gliniasta pochylnia od małego, sztucznego otworu wejściowego. Odchodzą z niej ciągi:
- na lewo od wejścia w stropie 3,5-metrowy kominek,
- na lewo od wejścia dwa krótkie korytarze, z których jeden kończy się szczeliną, a drugi namuliskiem,
- na wprost długi korytarz (około 65 m długości). Rozdziela się on na dwie odnogi, które na końcu łączą się ze sobą[1].

## Przyroda
Jaskinię zamieszkują nietoperze i lisy. Występują w niej świece krasowe (pionowe, kuliste kanały krasowe o średnicy do 1 m). Stąd nazwa jaskini.

## Historia odkryć
Jaskinia była znana od dawna. Została odkryta podczas prac w kamieniołomie. Jej pierwszy opis i plan sporządzili J. Rudnicki i J. Łaptaś w 1991 roku.